# Le Vieux-Bourg

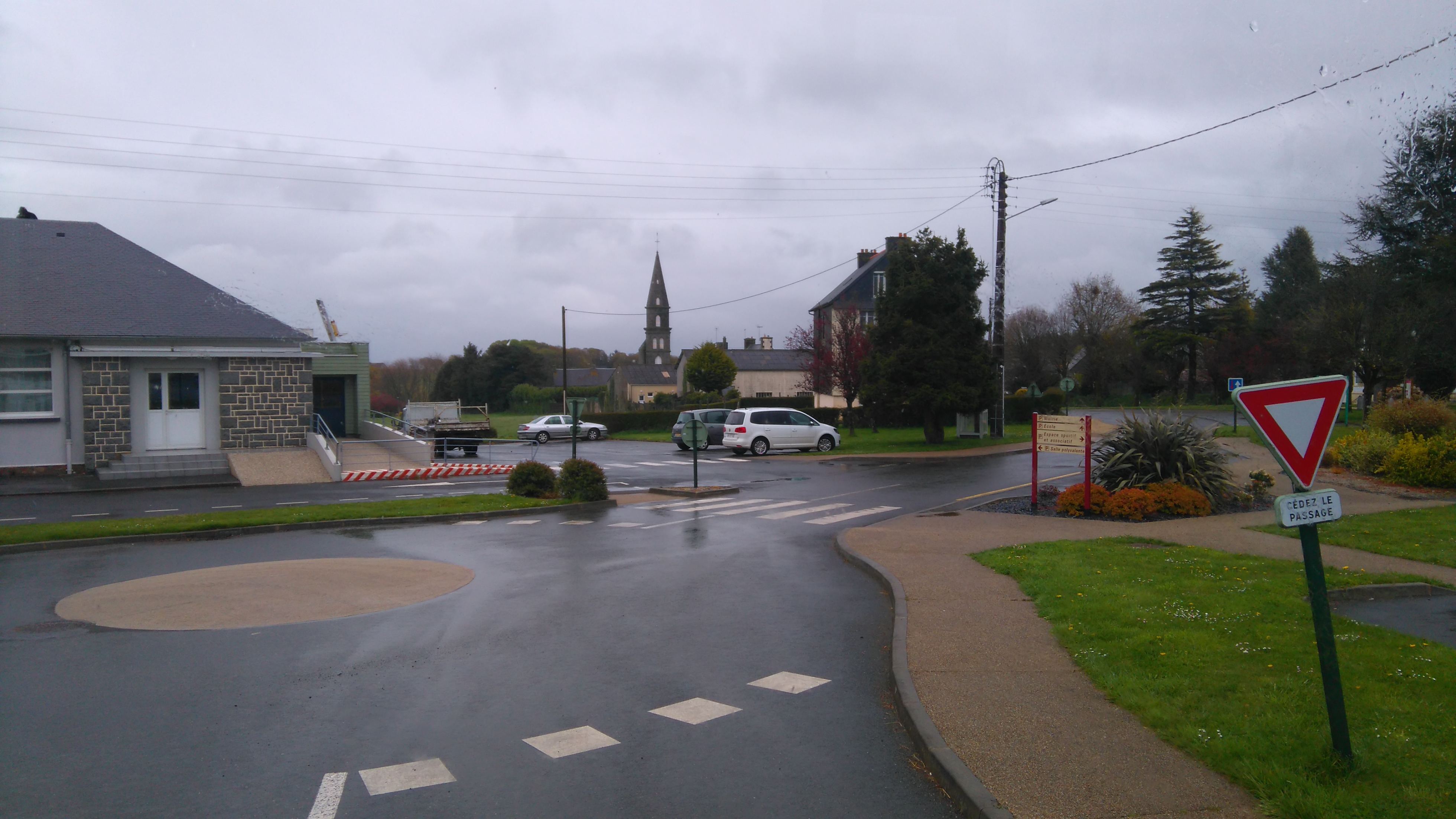
Le Vieux-Bourg

Le Vieux-Bourg is een gemeente in het Franse departement Côtes-d'Armor (regio Bretagne) en telt 608 inwoners (1999). De plaats maakt deel uit van het arrondissement Saint-Brieuc.

## Geografie
De oppervlakte van Le Vieux-Bourg bedraagt 24,8 km², de bevolkingsdichtheid is 24,5 inwoners per km².
De onderstaande kaart toont de ligging van Le Vieux-Bourg met de belangrijkste infrastructuur en aangrenzende gemeenten.

## Demografie
Onderstaande figuur toont het verloop van het inwonertal (bron: INSEE-tellingen).

1. ↑  Populations de référence 2022.